# Protoanthicus
Protoanthicus is een geslacht van kevers van de familie snoerhalskevers (Anthicidae).

## Soorten
- P. marziae Moore & Vidal, 2006
- P. valenciai Moore & Vidal, 2006